# Gladys Heldman
Gladys Medalie Heldman, née le 13 mai 1922 à New York et morte le 22 juin 2003, est une joueuse de tennis et éditrice de presse américaine. Elle est la fondatrice du magazine World Tennis.

## Biographie
Gladys Medalie Heldman est la fille de l'avocat et homme politique George Z. Medalie (en).
Elle a soutenu Billie Jean King et d'autres joueuses de tennis dans la création du Virginia Slims Tour au début des années 1970 (l'ancêtre de l'actuel WTA Tour). Elle est membre du International Tennis Hall of Fame depuis 1979 et du Hall of fame des sportifs internationaux juifs depuis 1989.
Fille du juge George Medalie, elle s'intéresse au tennis à la suite de son mariage avec Julius Heldman, le champion (gaucher) junior des États-Unis en 1936. Elle commence à jouer elle-même après la naissance de ses deux filles (Carrie et Julie Heldman, classée numéro cinq mondiale). Originaire de l'État de New York, Gladys Heldman se classe numéro un au Texas et numéro deux dans le Sud-Ouest. En 1954, elle participe au tournoi de Wimbledon et aux Internationaux de Forest Hills.
Gladys Heldman reste connue pour avoir fondé le magazine World Tennis en 1953 et pour avoir promu le tennis féminin dans les années 1950 et 1960. En 1970, elle décide alors d'instaurer un circuit professionnel exclusivement féminin et autonome, les joueuses s'estimant lésées des avantages financiers du circuit masculin. Neuf joueuses, the Original Nine, acceptent de la suivre dans ce projet : Billie Jean King, Rosie Casals, Nancy Richey, Kerry Melville, Peaches Bartkowicz, Kristy Pigeon, Judy Dalton, Valerie Ziegenfuss et sa fille Julie Heldman. Rapidement, Gladys Heldman obtient l'appui financier du cigarettier Philip Morris et, le 25 septembre 1970, se tient à Houston, au Texas, le premier tournoi du tout nouveau Virginia Slims Tour, doté de 7 500 dollars. C'est un succès populaire, même si les joueuses américaines sont alors temporairement suspendues par l'USTA, avant que cette dernière n'intègre le nouveau circuit féminin dans ses propres structures.
Gladys Heldman vend son journal à CBS Publications en 1972 et se retire du milieu du tennis au milieu des années 1970.
Elle se suicide en 2003.
L'actrice Sarah Silverman incarne Gladys Heldman dans le film Battle of the Sexes, sorti en 2017.